# 4-Hidroksibenzoat 3-monooksigenaza (NAD(P)H)
4-Hidroksibenzoat 3-monooksigenaza (NAD(P)H) (EC 1.14.13.33, 4-hidroksibenzoatna 3-monooksigenaza (redukovani nikotinamid adenin dinukleotid (fosfat)), 4-hidroksibenzoatna 3-hidroksilaza, 4-hidroksibenzoatna 3-hidroksilaza) je enzim sa sistematskim imenom 4-hidroksibenzoat,NAD(P)H:kiseonik oksidoreduktaza (3-hidroksilacija). Ovaj enzim katalizuje sledeću hemijsku reakciju
4-hidroksibenzoat + + + O2 {\displaystyle \rightleftharpoons } 3,4-dihidroksibenzoat + 2O
Ovaj enzim je flavoprotein (FAD). Enzim iz Corynebakterija cikloheksanicum je visoko specifičan za 4-hidroksibenzoat. On koristi NADH i NADPH sa približno jednakim brzinama reakcije.

## Literatura
- Nicholas C. Price; Lewis Stevens (1999). Fundamentals of Enzymology: The Cell and Molecular Biology of Catalytic Proteins (Third изд.). USA: Oxford University Press. ISBN 019850229X.
- Eric J. Toone (2006). Advances in Enzymology and Related Areas of Molecular Biology, Protein Evolution (Volume 75 изд.). Wiley-Interscience. ISBN 0471205036.
- Branden C; Tooze J. Introduction to Protein Structure. New York, NY: Garland Publishing. ISBN 0-8153-2305-0.
- Irwin H. Segel. Enzyme Kinetics: Behavior and Analysis of Rapid Equilibrium and Steady-State Enzyme Systems (Book 44 изд.). Wiley Classics Library. ISBN 0471303097.
- William P. Jencks (1987). Catalysis in Chemistry and Enzymology. Dover Publications. ISBN 0486654605.

## Spoljašnje veze
- 4-hydroxybenzoate+3-monooxygenase+(NAD(P)H) на 